# 1343 Ніколь
1343 Ніколь (1343 Nicole) — астероїд головного поясу, відкритий 29 березня 1935 року.
Тіссеранів параметр щодо Юпітера — 3,413.